# Pierre Reverdy

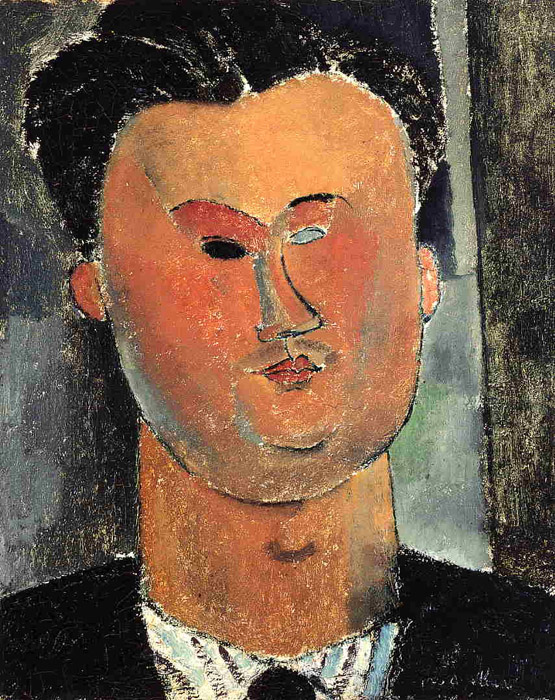
Pierre Reverdy, retrato hecho por Amedeo Modigliani.

Pierre Reverdy (13 de septiembre de 1889-17 de junio de 1960) fue un poeta francés asociado al surrealismo, al cubismo y al creacionismo.
Nació en Narbona, en la casa de su padre, en el seno de una familia de escultores y talladores de piedra para iglesia. Es aquí donde aprende a leer y a escribir, para después continuar sus estudios en Toulouse y en Narbona.
En octubre de 1910 llega a París y comienza a frecuentar las tertulias literarias de Montmartre en donde encuentra a sus primeros amigos: Guillaume Apollinaire, Max Jacob, Louis Aragon, André Breton, Philippe Soupault y Tristan Tzara.
Durante dieciséis años solo vive para sus libros, algunos de ellos ilustrados por famosos pintores y dibujantes entre los que destacan: Pablo Picasso, Georges Braque, Henri Matisse y otros.
En estos años empieza su andadura en el surrealismo.
En 1917 funda la revista Nord-Sud junto con el poeta vanguardista chileno Vicente Huidobro, fundador del Creacionismo. En la revista Nord-Sud colaborarán los poetas del dadaísmo y del surrealismo. La aventura solo durará un año.
Más tarde, en 1926, a la edad de 37 años, se traslada a vivir a la abadía de Solesmes, donde permanecerá hasta su muerte en 1960 a la edad de 70 años. Es aquí donde nacen sus obras, entre ellas: Sources du vent, Ferraille y Le chant des morts.
Su vida está marcada por un profundo sentimiento religioso que se refleja en toda su obra.
Reverdy es un místico de la poesía.

## Obras
- 1915 Poèmes en prose
- 1916 La lucarne ovale
- 1916 Quelques poèmes
- 1917 Le voleur de Talan
- 1918 Les ardoises du toit. Incluye diez dibujos de Georges Braque.
- 1918 Les jockeys camouflés et période hors-texte
- 1919 La guitare endormie. Incluye cuatro dibujos de Juan Gris
- 1919 Self defence.
- 1921 Étoiles peintes. Incluye un aguafuerte de André Derain
- 1921 Cœur de chêne.
- 1922 Cravates de chanvre. Incluye tres aguafuertes de Pablo Picasso.
- 1924 Pablo Picasso et son œuvre.Incluye 26 reproducciones de dibujos y pinturas de Picasso.
- 1924 Les épaves du ciel
- 1925 Écumes de la mer. Incluye un retrato del autor por Picasso.
- 1925 Grande nature (París, Les Cahiers libres).
- 1926 La peau de l'homme
- 1927 Le gant de crin
- 1928 La balle au bond. Incluye un retrato del autor por Modigliani
- 1929 Sources du vent. Incluye un retrato del autor por Picasso.
- 1929 Flaques de verre
- 1930 Pierres blanches. Incluye un retrato del autor por Marc Chagall.
- 1930 Risques et périls
- 1937 Ferraille
- 1937 Préface à Déluges de Georges Herment (José Corti).
- 1940 Plein verre
- 1945 Plupart du temps, poemas 1915-1922, Poèmes en prose, Quelques poèmes, La lucarne ovale, Les ardoises du toit, Les jockeys camouflés, La guitare endormie, Étoiles peintes, Cœur de chêne y Cravates de chanvre
- 1945 Préface à Souspente d'Antoine Tudal
- 1946 Visages. Incluye 14 litografías de Henri Matisse.
- 1948 Le chant des morts. Incluye 125 litografías de Picasso.
- 1948 Le livre de mon bord
- 1949 Tombeau vivant,
- 1949 Main d'œuvre, poemas 1913-1949, que comprende: Grande nature, La balle au bond, Sources du vent, Pierres blanches, Ferraille, Plein verre y Le chant des morts, Cale sèche y Bois vert
- 1950 Une aventure méthodique. Incluye 12 litografías en color y 26 en blanco y negro de Georges Braque.
- 1953 Cercle doré. Incluye una litografía de Georges Braque
- 1955 Au soleil du plafond. Incluye 11 litografías de Juan Gris
- 1956 En vrac
- 1959 La liberté des mers. Ilustrado por Georges Braque.
- 1962 À René Char. Incluye un dibujo de Georges Braque.
- 1966 Sable mouvant. Incluye diez aguatintas de Picasso.

- Datos: Q379931
- Multimedia: Pierre Reverdy / Q379931
- Citas célebres: Pierre Reverdy